# Вендета по-корсиканськи
Вендета по-корсиканськи (фр. Les Grands Moyens) — кримінальна комедія, знята Юбером Корнфілдом у 1976 році за романом Шарля Ексбрая.

## Сюжет
У передмісті Ніцци орудує клан Консегюд, корсиканські кузени під керівництвом хрещеного батька Каміля Консегюда. Одного дня вони холоднокровно вбивають поліцейського інспектора Антуана Джаффері, його дружину та батька. Комісар Компана, якому доручено розслідування і який також є корсиканцем, одразу підозрює клан Консегюд, але нічого не може вдіяти, оскільки алібі здаються надійними. На похороні жертв Компана ненав'язливо надає фотографії клану Базилії, матері жертви. Вона організує помсту за допомогою своїх двох сестер. Будуть використані всі засоби: граната часів Першої світової війни, миш'як, молоток, зіпсований автомобіль, і лише один вціліє... тимчасово.

## Технічні дані
- Назва: Вендета по-корсиканськи
- Режисер: Юбер Корнфілд
- Продюсери: Поль Клодон, Робер Вуг, Кароль Вейсвейлер
- Головний адміністратор: Рене Брюн
- Помічник адміністратора: Жак Франсель
- Сценарій: Рішар Карон, Юбер Корнфілд, за романом Шарль Ексбрая "Брехухи", опублікованим у 1970 році
- Співавтори адаптації: Поль Жегофф, Жан Алан
- Музика: Франсуа де Рубе
- Декорації: Антуан Роман
- Операторська робота: Моріс Феллу
- Тривалість: 84 хвилини
- Жанр: Комедія та гангстерський фільм
- Дати зйомок:
- Дата виходу: 4 лютого 1976
- Країна: Шаблон:Франція

## У ролях
- Елен Дьєдонне: Базилія Джаффері
- Івет Морех: Антонія
- Андре де Бомон: Барберін
- Роже Карель: комісар Оноре Компана
- Фернан Сарду: Каміль Консегюд, патріарх
- Катрін Рувель: Анжеліна, подруга Компани
- Аньєс Гаттеньо: Петріна, економка Джаффері
- Робер Кастель: Юбер Лаканьє, власник бістро
- Люсет Саюке: Антуанетта Лаканьє
- Жан-Жак Моро: Фред Консегюд
- Жан Паніс: Барнабе Консегюд
- Шарлі Бертоні: Тіно Консегюд
- Шарль "Коко" Орсіні: Паскаль Консегюд
- П'єр Кулак: Еспрі Консегюд
- Жерар Бернер: Кастаньє, працівник Консегюдів
- Жакі Сарду: Жозетта Консегюд
- Жорж Клес: Жак Дево, помічник комісара Компани
- Жак Франсель: комісар Луї Кастеллі
- Жан-П'єр Лоррен: поліцейський
- Жак Строкіо: жандарм, коханець Анжеліни
- Анрі Атталь: клієнт бару "Малий Бастія"
- Мішель Гарньє: інспектор Антуан Джаффері
- Даніель Огюст: водій таксі
- Клод Россіньоль: клієнт повії

## Зйомки
Це останній фільм, знятий акторкою Елен Дьєдонне, яка пішла на пенсію з кіно в 1976 році, та актором Фернан Сарду, який помер від серцевого нападу 31 січня 1976. Прем'єра фільму 1976 лютого 4 відбулася в день його похорону.
Це також останній фільм композитора Франсуа де Рубе, автора та виконавця музики до фільму, який загинув під час нещасного випадку під час дайвінгу 21 листопада 1975.
Коко Орсіні, який грає роль Паскаля Консегюда, також працював освітлювачем на фільмі.
Похорон жертв відбувається на площі Россетті в Старому місті поруч із собором Святої Репарати.
Кладовище — це кладовище Шато в Ніцці.